# Lista de definições de fascismo
O que constitui uma definição de fascismo e governos do fascismo tem sido um assunto complicado e altamente disputado sobre a natureza exata do fascismo e seus principais dogmas debatidos entre historiadores, cientistas políticos e outros estudiosos desde que Benito Mussolini usou pela primeira vez o termo em 1915 sob influencia da Primeira Guerra Mundial.
Um número significativo de estudiosos concorda que um "regime fascista" é acima de tudo uma forma autoritária de governo, embora nem todos os regimes autoritários sejam fascistas. O autoritarismo é, portanto, uma característica definidora, mas a maioria dos estudiosos dirá que são necessários mais traços distintivos para tornar um regime autoritário fascista.
Da mesma forma, o fascismo como ideologia também é difícil de definir. Originalmente, referia-se a um movimento político totalitário ligado ao corporativismo que existia na Itália de 1922 a 1943 sob a liderança de Benito Mussolini. Muitos estudiosos usam a palavra "fascismo" sem capitalização em um sentido mais geral, para se referir a uma ideologia (ou grupo de ideologias) que foi influente em muitos países em muitos momentos diferentes. Para isso, eles procuraram identificar o que Roger Griffin chama de "mínimo fascista" - isto é, as condições mínimas que um determinado movimento político deve cumprir para ser considerado "fascista".

## Definição por organizações e pensadores fascistas
German American Bund
Segundo a German American Bund (Aliança Germano-Americana), organização pró-nazismo fundada nos Estados Unidos em 1936 e extinta em 1941, fascista é aquele que "descobre que a democracia não funciona". Para eles George Washington  foi o primeiro fascista.
Svoboda e Setor Direito
Segundo o partido político Svoboda e o movimento Setor Direito, ambos ultranacionalistas da Ucrânia, as três características do fascismo são:
Rivera
O José António Primo de Rivera descreve assim o fascismo: 
"O fascismo não é uma tática: violência. É uma ideia: união. Contra o marxismo, que afirma como dogma da luta de classes e contra o liberalismo, que exige como jogos de luta mecânicos, o fascismo sustenta que há algo sobre as partes e sobre as aulas, alguns permanente, transcendente, suprema natureza: a unidade histórica chamada Patria. A Pátria, que não é apenas o território onde eles estão divididos, mesmo que apenas com as armas de ferimento, todos os partidos rivais ganhem poder. Nem campo indiferente na eterna luta entre a burguesia, que procura explorar o proletariado, e o proletariado, que é tiranizar burguesia se desenvolve. Mas a unidade íntima de tudo a serviço de uma missão histórica, de um destino comum supremo, que atribui a cada um sua tarefa, os seus direitos e os seus sacrifícios.
Em um estado fascista não ganha a classe mais forte nem o maior partido não sendo mais numerosos devem estar sempre certo, mas algo mais dizer uma sufragismo estúpido, triunfando princípio ordenado comum a todos, pensamento nacional constante, que o Estado é um órgão.
Para acender uma fé, e não à direita (que, basicamente, visa manter tudo, até mesmo os injustos) ou à esquerda (que basicamente tem o objetivo de destruir tudo, até mesmo o bom), mas um, inclusive, a fé coletiva nacional, O fascismo nasceu. Em sua fé reside sua fecundidade, contra a qual as perseguições serão impossíveis. Aqueles que prosperam com discórdia sabem bem disso. Portanto, eles não ousam, mas com calúnia. Eles tentam apresentá-la aos trabalhadores como um movimento de jovens cavalheiros, quando não há nada mais longe da jovem cavalheiro ocioso, convidado para uma vida em que nenhuma função que os cidadãos do Estado fascista, que não tem qualquer direito reconhecido, mas motivo para o serviço fornecido pelo seu site. Se algo merece ser chamado de Estado dos Trabalhadores, é o Estado Fascista. É por isso que, no Estado fascista, os trabalhadores já o conhecerão, apesar do fato de que, apesar dos sindicatos de trabalhadores, eles ascendem à dignidade direta dos órgãos do Estado."
Benito Mussolini
Benito Mussolini, que foi o primeiro a usar o termo para seu partido político em 1915,  descreveu o fascismo em ‘’A Doutrina do Fascismo’’ da seguinte forma:
"Admitindo que o século XIX foi o século do socialismo, do liberalismo, da democracia, isso não significa que o século 20 também deva ser o século do socialismo, do liberalismo, da democracia. Doutrinas políticas passam; nações permanecem. Somos livres para acreditar que este é o século da autoridade, um século tendendo à "direita", um século fascista. Se o século XIX foi o século do indivíduo (o liberalismo implica o individualismo), somos livres para acreditar que este é o século "coletivo" e, portanto, o século do Estado.
A concepção fascista do Estado é abrangente; fora dela, nenhum valor humano ou espiritual pode existir, muito menos ter valor. Assim compreendido, o fascismo é totalitário e o Estado fascista - uma síntese e uma unidade que inclui todos os valores - interpreta, desenvolve e potencializa toda a vida de um povo.
Tudo no estado, nada contra o Estado, nada fora do estado.
O fascismo é uma concepção religiosa na qual o homem é visto em sua relação iminente com uma lei superior e com uma vontade objetiva que transcende o indivíduo em particular e o eleva à condição de membro consciente de uma sociedade espiritual. Quem viu na política religiosa do regime fascista nada mais que mero oportunismo não compreendeu que o fascismo, além de ser um sistema de governo, é também, e acima de tudo, um sistema de pensamento."
Sergio Panunzio
Sergio Panunzio [en], um sindicalista italiano que atribuiu um caráter legítimo revolucionário à ditadura de Mussolini, e que mais tarde tornou-se um líder teórico fascista, afirmou que o espírito do fascismo era o sindicalismo nacional como formulado por Mussolini antes da Batalha de Vittorio Veneto.

## Definição por estudiosos não fascistas
Escola de Frankfurt
Estudos sociológicos de Theodor W. Adorno e Bob Altemeyer no desenvolvimento da escala F e na Escala de autoritarismo de extrema direita durante o século XX confirmaram correlação entre obediência irrestrita a uma autoridade e o autoritarismo de direita e também entre conservadorismo social e político e a discriminação. Se reforçou nestas correlações a evidência de conformismo social,
Thalheimer
Segundo o ativista alemão e teórico do marxismo August Thalheimer, fascismo é:
1. a autonomização do poder Executivo
2. o aniquilamento do domínio político da burguesia e a submissão política de todas as outras classes sociais ao poder Executivo, cujo conteúdo de classe é a dominação da burguesia e dos proprietários privados em geral sobre a classe operária e todas as outras camadas exploradas pelo capitalismo
3. “equivalente moderno do bonapartismo” no período do capitalismo monopolista, de uma “forma da ditadura aberta capitalista"

Norbert Elias
O fascismo para Norbert Elias nasce do fato de que a esquerda social democrata abandonou as massas em cismogênese com os fascistas, citando a Constituição de Weimar que não evitou o nazismo.
Lewis Corey
Segundo Lewis Corey [en], membro fundador do partido comunista dos Estados Unidos, o fascismo seria a revolta da classe média em aliança com setores monopolistas e em separado do Proletariado.
Norberto Bobbio
O historiador e filósofo italiano Norberto Bobbio (1909—2004) define o fascismo como uma ditadura aberta da burguesia, totalitarismo, modernização autoritária e revolta da pequena burguesia.
Dicionário Oxford
O dicionário assim descreve o fascismo:
1. um sistema de governo caracterizado por rígida ditadura de partido único
2. supressão forçada da oposição
3. retenção da propriedade privada dos meios de produção sob controle governamental centralizado
4. nacionalismo beligerante e racismo
5. glorificação da guerra

Plínio Salgado
Para o político integralista brasileiro Plínio Salgado, o neofascismo é "o ressurgimento de uma concepção absorvente do Estado".
Theotônio
Para o economista marxista brasileiro Theotônio dos Santos, fascismo é quando o capital cria algo que lhe foge do controle.
Gentile
O historiador italiano Emilio Gentile descreve o fascismo como a sacralização da política pelo caminho totalitário com estes aspectos:
1. um movimento de massas com filiação multiclasse no qual prevalecem, entre os líderes e os militantes, os setores médios, em grande parte novos para a atividade política, organizados como uma milícia partidária, que baseia sua identidade não na hierarquia social ou na origem de classe mas num sentido de camaradagem, acredita-se investido com uma missão de regeneração nacional, considera-se em estado de guerra contra adversários políticos e visa conquistar o monopólio do poder político usando o terror, a política parlamentar e lida com grupos dirigentes para criar um novo regime. que destrói a democracia parlamentar;
2. uma ideologia "anti-ideológica" e pragmática que se proclama antimaterialista, anti-individualista, antiliberal, antidemocrática, antimarxista, populista e anticapitalista, expressa-se esteticamente mais que teoricamente por um novo estilo político e por mitos, ritos e símbolos como uma religião leiga projetada para aculturar, socializar e integrar a fé das massas com o objetivo de criar um “novo homem”;
3. uma cultura fundada no pensamento místico e no sentido trágico e ativista da vida concebido como a manifestação da vontade de poder, no mito da juventude como artífice da história e na exaltação da militarização da política como modelo de vida e de vida. atividade coletiva;
4. uma concepção totalitária da primazia da política, concebida como uma experiência integradora para realizar a fusão do indivíduo e das massas na unidade orgânica e mística da nação como comunidade étnica e moral, adotando medidas de discriminação e perseguição contra aqueles considerados fora desta comunidade como inimigos do regime ou membros de raças consideradas inferiores ou de outra forma perigosos para a integridade da nação;
5. uma ética civil fundada na total dedicação à comunidade nacional, na disciplina, virilidade, companheirismo e espírito guerreiro;
6. um único partido do Estado que tem a tarefa de prover a defesa armada do regime, selecionando seus quadros dirigentes e organizando as massas dentro do estado em um processo de mobilização permanente de emoção e fé;
7. um aparato policial que previne, controla e reprime a dissidência e a oposição, inclusive por meio do uso do terror organizado;
8. um sistema político organizado pela hierarquia de funções, nomeado de cima e coroado pela figura do "líder", investido de um carisma sagrado, que comanda, dirige e coordena as atividades do partido e do regime;
9. organização corporativa da economia que suprime a liberdade sindical, amplia a esfera da intervenção estatal e procura alcançar, através de princípios de tecnocracia e solidariedade, a colaboração dos 'setores produtivos' sob o controle do regime, para alcançar seus objetivos de poder, preservando a propriedade privada e as divisões de classe;
10. uma política externa inspirada pelo mito do poder e grandeza nacional, com o objetivo de expansão imperialista.

James Gregor
Um professor de ciência política emérito no U.C. Berkeley, A. James Gregor, afirma que o fascismo era uma "variante do sindicalismo revolucionário de Georges Sorel", que também incluía componentes do neoidealismo e do socialismo elitista. Gregor assumiu a posição de que o stalinismo e o totalitarismo fascista teriam sido impossíveis sem o "marxismo transmogrificado" que preenchia ambos. Para Gregor:
O fascismo era uma variante do marxismo clássico, um sistema de crenças que pressionou alguns temas discutidos por Marx e Engels até que eles encontraram expressão na forma de "sindicalismo nacional" que foi o de animar o primeiro fascismo."
Além disso, ele acredita que a China pós-maoísta exibe muitos traços fascistas. Ele negou que o fascismo seja "extremismo de direita".
Roger Griffin
A definição de fascismo do historiador e cientista político Roger Griffin enfoca a retórica fascista populista que defende um "renascimento" de uma nação confundida e de um povo étnico:

O Fascismo é melhor definido como uma forma revolucionária de nacionalismo, que se propõe a ser uma revolução política, social e ética, soldando o "povo" em uma comunidade nacional dinâmica sob novas elites infundidas com valores heroicos. O mito central que inspira este projeto é que somente um movimento populista, trans-classe de renascimento nacional purificador e catártico (palingenesis) pode deter a maré da decadência.

Griffin escreve que um amplo consenso acadêmico se desenvolveu nas ciências sociais de língua inglesa durante a década de 1990, em torno da seguinte definição de fascismo:
[O fascismo é] uma forma genuinamente revolucionária, transclassista de antiliberal e, em última análise, nacionalismo anticonvencionista. Como tal, é uma ideologia profundamente ligada à modernização e à modernidade, que assumiu uma considerável variedade de formas externas para se adaptar ao contexto histórico e nacional particular em que aparece e atraiu uma ampla gama de correntes culturais e intelectuais, tanto de esquerda como de direita, anti-moderno e pró-moderno, para se articular como um corpo de idéias, slogans e doutrina. No período entre guerras, manifestou-se principalmente sob a forma de um "partido armado" conduzido pela elite que tentou, em grande parte sem sucesso, gerar um movimento de massa populista através de um estilo político litúrgico e um programa de políticas radicais que prometia superar uma ameaça colocada pelo socialismo internacional, para acabar com a degeneração que afeta a nação sob o liberalismo, e para trazer uma renovação radical de sua vida social, política e cultural como parte do que foi amplamente imaginado como a nova era que está sendo inaugurada na civilização ocidental. O mito mobilizador central do fascismo que condiciona sua ideologia, propaganda, estilo de política e ações é a visão do renascimento iminente da nação da decadência.
Griffin argumenta que a definição acima pode ser condensada em uma frase: "O fascismo é uma ideologia política cujo núcleo mítico em suas várias permutações é uma forma palistética de ultra-nacionalismo populista".
Walter Benjamin
O filósofo e sociólogo alemão Walter Benjamin (1892—1940) define fascismo como traço tecnocrático que explora a mão de obra assim como explora a natureza.
Friedrich Hayek
O economista e filósofo liberal clássico Friedrich Hayek, em seu livro de 1944, O caminho da servidão, argumentou que o socialismo e o nacional-socialismo tinham raízes intelectuais semelhantes. "O fascismo é o estágio alcançado depois que o comunismo provou ser uma ilusão." Ele citou os seguintes exemplos de estudiosos socialistas: Werner Sombart foi saudado como um marxista e perseguido por suas crenças, mas depois rejeitou o internacionalismo e o pacifismo em favor do militarismo alemão e nacionalismo, ele se tornou uma força intelectual para o nacional-socialismo desde o início.
Em 1934, Werner Sombart publicou "Deutscher Sozialismus", onde afirmou que um "novo espírito" estava começando a "governar a humanidade". A era do capitalismo e do socialismo proletário acabou com o "socialismo alemão" (nacional-socialismo). Este socialismo alemão coloca o "bem-estar do todo acima do bem-estar do indivíduo".
O socialismo alemão deve direcionar a "ordem total de vida" para uma "economia planificada de acordo com as regulamentações estatais". O novo sistema legal conferirá aos indivíduos" não direitos, mas apenas deveres "e que o Estado nunca deve avaliar as pessoas como individuos", mas apenas como o grupo que representa essas pessoas.
Oswald Spengler historiador e filósofo alemão, o qual viu seu ideal realizado em Benito Mussolini, em seu livro Prussianism and Socialism afirmou as qualidades socialistas da Prússia estavam presentes em toda a Alemanha e afirmou que a fusão do nacionalismo alemão com essa forma de socialismo, enquanto resistia ao socialismo marxista e internacionalista, seria do interesse da Alemanha. Spengler denunciou o marxismo por ter desenvolvido o socialismo a partir de uma perspectiva inglesa, sem entender a natureza socialista dos alemães.
Em contraste com o marxismo, Spengler afirmou que "o verdadeiro socialismo" em sua forma alemã" não significa nacionalização por meio de expropriação ou roubo". Spengler justificou essa afirmação dizendo:
"Em geral, é uma questão não de posse nominal, mas da técnica de administração. Por causa do slogan, comprar empresas de forma desmedida e sem finalidade e entregá-las à administração pública no lugar da iniciativa e responsabilidade de seus proprietários, que devem eventualmente perder todo o poder de supervisão - isso significa a destruição do socialismo. A velha ideia prussiana era trazer sob o controle legislativo a estrutura formal de toda a força produtiva nacional, ao mesmo tempo preservando cuidadosamente o direito de propriedade e herança, e deixando margem para o tipo de empreendimento pessoal, talento, energia e intelecto. Socialização significa a lenta transformação - levando séculos para se completar - do trabalhador em um funcionário econômico, e o empregador em um oficial de supervisão responsável".
Johann Plenge, outro intelectual nacional-socialista anterior, viu o nacional-socialismo como uma adaptação alemã do socialismo. Paul Lensch era um político socialista no Reichstag que defendia o controle central da economia e do militarismo que se tornou características do nacional-socialismo. Ele escreveu que o liberalismo ocidental ou inglês, que inclui as idéias de liberdade, comunidade e igualdade e governo pela democracia parlamentar, era anátema em uma verdadeira Alemanha, onde o poder deveria pertencer ao todo, a todos é dado seu lugar, e um obedece seus comandos. Segundo Hayek, Arthur Moeller van den Bruck, como Plenge e Lensch, via o nacional-socialismo como o socialismo adaptado ao caráter alemão e não corrompido pelas idéias ocidentais de liberalismo.
Dimitri Kitsikis
O escritor grego Dimitri Kitsikis descreve a partir da definição de modo de produção asiático o conceito de fascismo:
1. A ideia de classe e a importância do agrarismo
2. A propriedade privada, a circulação de dinheiro, a regulação da economia pelo Estado, a ideia da classe burguesa étnica, a auto-suficiência econômica
3. A nação e a diferença entre nação e estado
4. A atitude em relação à democracia e partidos políticos
5. A importância dos heróis políticos, ou seja, o líder carismático
6. A atitude em relação à tradição
7. A atitude em relação ao indivíduo e à sociedade
8. A atitude em relação à igualdade e hierarquia
9. A atitude em relação às mulheres
10. A atitude em relação à religião
11. A atitude em relação ao racionalismo
12. A atitude em relação ao intelectualismo e elitismo
13. A atitude em relação ao Terceiro Mundo

Usando esse modelo, Kitsikis argumentou que Jean-Jacques Rousseau, filósofo e pai da Revolução Francesa, lançou as bases do fascismo francês.
Kitsikis também aplicou o modelo ao Sendero Luminoso, um partido comunista peruano que afirma seguir o maoísmo. Os resultados de sua análise mostraram que a ideologia do partido satisfaz todos os critérios de nove categorias (nove pontos), alguns dos critérios de três categorias (1,5 pontos) e nenhum dos critérios de uma categoria (0 pontos). Uma pontuação total de 10,5 de 13 possíveis mostra que o Sendero Luminoso realmente segue uma ideologia fascista.
Daniel Feierstein
Segundo o sociólogo argentino Daniel Feierstein, fascismo é o uso de tecnologias de controle social da população.
Ernst Nolte
Segundo Ernst Nolte, o fascismo era como uma reação contra outros movimentos políticos, especialmente o marxismo: "O fascismo é anti-marxismo que procura destruir o inimigo pela evolução de uma ideologia radicalmente oposta e ainda relacionada e o uso de métodos quase idênticos e ainda tipicamente modificados, sempre, no entanto, dentro do quadro inflexível da auto-afirmação e autonomia nacional."
Kevin Passmore
Kevin Passmore, professor de história na Universidade de Cardiff, define o fascismo em seu livro de 2002, "Fascism: A Very Short Introduction". Sua definição é diretamente descendente do ponto de vista de Ernesto Laclau:
"O fascismo é um conjunto de ideologias e práticas que procura colocar a nação, definida em termos biológicos, culturais e / ou históricos exclusivos, acima de todas as outras fontes de lealdade, e criar uma comunidade nacional mobilizada. O nacionalismo fascista é reacionário na medida em que implica uma hostilidade implacável ao socialismo e ao feminismo, pois eles são vistos como priorizando classe ou gênero em vez de nação. É por isso que o fascismo é um movimento da extrema direita. O fascismo é também um movimento da direita radical porque a derrota do socialismo e do feminismo e a criação da nação mobilizada dependem do advento do poder de uma nova elite agindo em nome do povo, liderada por um líder carismático, e incorporado em uma massa, partido militarizado. Os fascistas são levados ao conservadorismo pelo ódio comum ao socialismo e ao feminismo, mas estão preparados para se sobrepor aos interesses conservadores - família, propriedade, religião, as universidades, o serviço público - onde se considera que os interesses da nação o exigem. O radicalismo fascista também deriva de um desejo de aplacar o descontentamento aceitando demandas específicas dos movimentos trabalhistas e femininos, desde que essas exigências estejam de acordo com a prioridade nacional. Os fascistas procuram assegurar a harmonização dos interesses dos trabalhadores e das mulheres com os da nação, mobilizando-os dentro de seções especiais do partido e / ou dentro de um sistema corporativo. O acesso a essas organizações e aos benefícios que elas conferem aos membros depende das características nacionais, políticas e / ou raciais do indivíduo. Todos os aspectos da política fascista estão impregnados de ultranacionalismo."
Stanley G. Payne
Obras de Stanley Payne:
- A. Ideologia e Objetivos:[57][58]
  - Esposa de uma filosofia idealista, vitalista e voluntarista, normalmente envolvendo a tentativa de realizar uma nova cultura moderna, autodeterminada e secular
  - Criação de um novo estado autoritário nacionalista não baseado em princípios ou modelos tradicionais
  - Organização de uma nova estrutura econômica nacional altamente regulada, multiclasse e integrada, seja chamada corporativista nacional, sindicalista nacional socialista ou nacional.
  - Avaliação positiva e uso de, ou vontade de usar violência e guerra
  - O objetivo do império, expansão ou uma mudança radical no relacionamento do país com outros poderes
- B. As Negações Fascistas:
  - Antiliberalismo
  - anticomunismo
  - Anticonservadorismo (embora com o entendimento de que grupos fascistas estavam dispostos a realizar alianças temporárias com outros setores, mais comumente com a direita)
- C. Estilo e Organização:
  - Tentativa de mobilização em massa com a militarização das relações políticas e estilo e com o objetivo de uma milícia de massa única partidária
  - Ênfase na estrutura estética dos encontros, símbolos e liturgia política, ressaltando aspectos emocionais e místicos
  - Stress extremo no princípio masculino e dominância masculina, enquanto defendendo uma visão fortemente orgânica da sociedade
  - Exaltação da juventude acima de outras fases da vida, enfatizando o conflito das gerações, pelo menos na efetivação da transformação política inicial
  - A tendência específica para um estilo de comando autoritário, carismático e pessoal, seja ou não o comando, até certo ponto, inicialmente eletivo

Zeeve Sternhell
Um dos maiores especialistas em fascismo do mundo, Zeev Sternhell, descreve o fascismo como uma reação contra a modernidade e um retrocesso contra as mudanças que causou à sociedade, como uma "rejeição dos sistemas vigentes: liberalismo e marxismo, positivismo e democracia".
Ao mesmo tempo, Sternhell diz que parte do que tornou o fascismo único é que ele queria reter os benefícios do progresso e do modernismo, ao mesmo tempo em que rejeitava os valores e as mudanças sociais que o acompanhavam; O fascismo abraçou a economia liberal baseada no mercado e a violenta retórica revolucionária do marxismo, mas rejeitou seus princípios filosóficos.
John Weiss
John Weiss, professor de história da Wayne State University, descreveu as idéias fascistas em seu livro de 1967, A Tradição Fascista: Extremismo Radical de Direita na Europa Moderna: concepções organicistas de comunidade, idealismo filosófico, idealização de "viril" (geralmente camponês ou aldeia) virtudes, ressentimento da democracia em massa, concepções elitistas de liderança política e social, racismo (e geralmente anti-semitismo), militarismo e imperialismo.
John Lukacs
John Lukacs, historiador húngaro-americano e sobrevivente do Holocausto, argumenta no Hitler da História que não existe fascismo genérico, afirmando que o nacional-socialismo e o fascismo italiano eram mais diferentes do que semelhantes e que, ao lado do comunismo, eram formas radicais do populismo.
Zetkin
Os marxistas argumentam que o fascismo representa a última tentativa de uma classe dominante (especificamente, a burguesia capitalista) de preservar seu domínio do poder diante de uma iminente revolução proletária. Movimentos fascistas não são necessariamente criados pela classe dominante, mas eles só podem ganhar poder político com a ajuda dessa classe e com financiamento de grandes empresas. Uma vez no poder, os fascistas servem aos interesses de seus benfeitores.
""O fascismo é a expressão concentrada da ofensiva geral empreendida pela burguesia mundial contra o proletariado. ... o fascismo [é] uma expressão da decadência e desintegração da economia capitalista e como um sintoma da dissolução do estado burguês. Podemos combater fascismo apenas se compreendermos que ele desperta e varre grandes massas sociais que perderam a segurança anterior de sua existência e, com ela, freqüentemente, sua crença na ordem social ... Será muito mais fácil derrotar o fascismo se estudarem clara e distintamente sua natureza. Até aqui tem havido idéias extremamente vagas sobre este assunto, não apenas entre as grandes massas de trabalhadores, mas mesmo entre a vanguarda revolucionária do proletariado e dos comunistas ... Os líderes fascistas não são pequenos e casta exclusiva, eles se estendem profundamente em elementos largos da população."
Umberto Eco
Assim Umberto Eco num ensaio de 1995, descreve o fascismo , em 14 pontos,  de maneira diferente das formas históricas consideradas fascistas pelo público em geral: De acordo com Umberto Eco, essa lista de características que são típicas daquilo que ele chama  "Ur-Fascismo" ou "Fascismo Eterno",  não podem ser organizados num sistema; muitos deles  contradizem-se e são também típicos de outros tipos de despotismo ou de fanatismo. Mas é suficiente que um deles esteja presente para permitir que o fascismo "coagule" em torno dele.
1. O culto da tradição caracterizado pelo sincretismo cultural, mesmo correndo o risco de contradição interna. Quando toda verdade já foi revelada pela Tradição, nenhum novo aprendizado pode ocorrer, apenas interpretações da sua "obscura mensagem".
2. A rejeição do modernismo, que vê o desenvolvimento racionalista da cultura ocidental desde o Iluminismo como o começo da depravação. Eco distingue isto de uma rejeição de avanço tecnológico superficial, dado que muitos regimes fascistas citam a potência industrial deles / delas como prova da vitalidade do sistema deles / delas.
3. O culto da ação pela ação, que dita que a ação é bela em si mesma e deve ser tomada sem reflexão prévia. Pensar seria uma forma de emasculação. Isso, diz Eco, está ligado ao antiintelectualismo e ao irracionalismo, e muitas vezes se manifesta em ataques à cultura e à ciência modernas. A desconfiança em relação ao mundo intelectual sempre foi um sintoma do Fascismo,como  na famosa frase de Hermann Goering: "Quando eu ouço a palavra 'cultura' puxo logo da pistola".
4. Desacordo é traição: O fascismo desvaloriza o discurso intelectual e o raciocínio crítico como barreiras à ação, bem como por medo de que tal análise exponha as contradições incorporadas em uma fé sincrética. "Na cultura moderna, a comunidade científica elogia o desacordo, como um modo de melhorar o conhecimento".
5. Medo da diferença que o fascismo procura explorar e exacerbar, muitas vezes na forma de  um apelo contra intrusos. "O fascismo é racista por natureza" .[66][67]
6. Apelo à frustração individual ou social “Uma das características mais típicas do fascismo histórico foi o apelo a uma classe média frustrada, uma classe que sofre uma crise econômica ou sentimentos de humilhação política,  assustada pela pressão de grupos sociais mais baixos.”
7. Para pessoas que se sentem privadas de uma identidade social clara, o Fascismo diz que seu único privilégio é o mais comum, o de  nascer no mesmo país. Além disso, os únicos que podem fornecer uma identidade à nação são seus inimigos. Assim, na raiz da psicologia fascista, há a obsessão por uma conspiração,   possivelmente internacional. Os seguidores devem  sentir-se sitiados. A maneira mais fácil de resolver o enredo é o apelo à xenofobia. Mas a trama também pode vir de dentro: os judeus,  em geral,   são o melhor alvo porque têm a vantagem de estar ao mesmo tempo dentro e fora. Nos Estados Unidos, um exemplo proeminente da obsessão da conspiração  pode ser encontrado em  "The New World Order" (A Nova Ordem Mundial) o livro de Pat Robertson, mas, há muitos outros.
8. Os seguidores devem se sentir humilhados pela ostentação da riqueza e força de seus inimigos. Contudo, os seguidores do fascismo também devem estar convencidos de que podem dominar os inimigos. Assim, por uma mudança contínua de foco retórico, os inimigos são ao mesmo tempo muito fortes e muito fracos.
9. Para o Fascismo a vida é vivida para a luta. Assim, o pacifismo está a negociar  com o inimigo, mas a vida deve ser uma guerra permanente. Isso, no entanto, traz um complexo de Armagedom. Como os inimigos precisam ser derrotados, deve haver uma batalha final, após a qual o movimento terá o controle do mundo. Mas tais "soluções finais" implicam uma posterior  era de paz, uma Idade do Ouro, o que contradiz o princípio da guerra perpétua.
10. Desprezo pelos fracos, que é desconfortavelmente casado com um elitismo popular chauvinista, no qual cada membro da sociedade é superior aos forasteiros em virtude de pertencer ao grupo interno. Eco vê nessas atitudes a raiz de uma profunda tensão na estrutura fundamentalmente hierárquica das políticas fascistas, ao encorajar os líderes a desprezarem seus subalternos, até ao último Líder, que detém o país inteiro com desprezo por ter lhe permitido dominá-lo pela força.
11. Educação para ser um herói, o que leva ao culto da morte. Como Eco observa, "o herói fascista está impaciente para morrer. Em sua impaciência, ele envia mais freqüentemente outras pessoas para a morte". Cita a célebre frase de Millán-Astray: "Viva la Muerte!"
12. Machismo, o que implica tanto o desprezo pelas mulheres,  como a intolerância e a condenação de hábitos sexuais não convencionais, da castidade à homossexualidade".
13. Populismo seletivo. Para os fascistas, o povo é concebido como um bloco monolitico, que expressa a  "vontade comum", distinta e superior ao ponto de vista de qualquer indivíduo. Como nenhuma massa de pessoas pode ser verdadeiramente unânime, o Líder afirma-se  como o intérprete da vontade popular (embora ele realmente a defina). O povo é uma ficção teatral. Os fascistas usam esse conceito para deslegitimar as instituições democráticas que acusam de "não mais representarem a voz do povo".
14. Simplismo e proselitismo. O fascismo emprega e promove um vocabulário empobrecido para limitar o raciocínio crítico e complexo.[68]

Michel Foucault
Michel Foucault, filósofo e historiador francês, chama o fascismo de "forma patológica" e "doença de poder". O fascismo não é, para Foucault, originário do Estado moderno, porque vale-se de mecanismos presentes em outras sociedades. Assim, em entrevista concedida em 1978, declara que "(...) a organização dos grandes partidos, o desenvolvimento de aparelhos policiais, a existência de técnicas de repressão como os campos de trabalho, tudo isso é uma herança realmente constituída das sociedades ocidentais liberais que o stalinismo e o fascismo só tiveram de fazer deles." Hitler e Mussolini seriam exemplos de fascismos ou nazi-fascismos históricos que souberam mobilizar e utilizar o desejo das massas, embora exista, nas palavras de Foucault, o fascismo que "está em todos nós, que ronda nossos espíritos e nossas condutas cotidianas, o fascismo que nos faz gostar do poder, desejar essa coisa mesma que nos domina e explora."
Para Foucault, a arte de viver se opõe a todas as formas de fascismo, já que, para ele, no fascismo os indivíduos não têm mais o cuidado de si mesmos, renunciam a si mesmos e deixam sua existência nas mãos de um só indivíduo (o poderoso, o político fascista) que lhes dita o que devem fazer em todas as circunstâncias. A partir disso, Foucault pensou, sobretudo em seus dois últimos livros, numa ética concebida como organização de existência e cuidado de si, em forma de micropolítica, isto é, não mais na forma de um grande poder que representaria o indivíduo ou sua classe social e seus padrões - o Estado ou outra instância e instituição soberana. Sua concepção de ética como estética da existência tem o sentido de uma "arma", de uma forma de resistência contra o poder político, sobretudo o poder político com normas e regras cerceadoras, já que tal prática impediria que as relações de poder se transformem em estados de dominação.
Foucault considerava O Anti-Édipo: Esquizofrenia e Capitalismo (1972), livro do filósofo Gilles Deleuze em parceria com o psicanalista e militante de esquerda Félix Guattari, escrito depois das agitações políticas de maio de 1968, uma introdução a uma vida "não-fascista" e que o fascismo é o grande inimigo deste livro. O Anti-Édipo ficou famoso por reconfigurar e criar vários conceitos da filosofia, como o desejo, numa acepção de agenciamento e construção, não mais enquanto falta platônica, máquinas de guerra contra os aparelhos de Estado, e outros, mesmo noções tradicionais da psicanálise, como o inconsciente como forma de produção (conceito retirado de Marx), não mais como espaço estático e freudiano, e delírios e sonhos não apenas com caráter familistas, como prevê tradicionalmente a psicanálise, mas cósmicos, telúricos, geopolíticos, e as relações com nossos pais e com a família não mais de forma abstrata, mas de acordo com as classes socioeconômicas etc. Foucault escreveu conhecido prefácio à edição norte-americana do volume, justamente intitulado "O Anti-Édipo: Introdução à Vida Não-Fascista", onde ensina:
"(...) Como fazer para não se tornar fascista mesmo (e sobretudo) quando se acredita ser um militante revolucionário? Como livrar do fascismo nosso discurso e nossos atos, nossos corações e nossos prazeres? Como desentranhar o fascismo que se incrustou em nosso comportamento? Os moralistas cristãos buscavam os traços da carne que se tinham alojado nas dobras da alma. Deleuze e Guattari, por sua vez, espreitam os traços mais íntimos do fascismo no corpo.
(...)
Essa arte de viver contrária a todas as formas de fascismo, estejam elas já instaladas ou próximas de sê-lo, é acompanhada de certo número de princípios essenciais, que resumirei como segue, se eu devesse fazer desse grande livro um manual ou um guia da vida cotidiana:
• Liberem a ação política de toda forma de paranóia unitária e totalizante.
• Façam crescer a ação, o pensamento e os desejos por proliferação, justaposição e disjunção, e não por subdivisão e hierarquização piramidal.
• Livrem-se das velhas categorias do Negativo (a lei, o limite, as castrações, a falta, a lacuna) que por tanto tempo o pensamento ocidental considerou sagradas, enquanto forma de poder e modo de acesso à realidade. Prefiram o que é positivo e múltiplo, a diferença à uniformidade, os fluxos às unidades, os agenciamentos móveis aos sistemas. Considerem que o que é produtivo não é sedentário, mas nômade.
• Não imaginem que seja preciso ser triste para ser militante, mesmo se o que se combate é abominável. É a ligação do desejo com a realidade (e não sua fuga nas formas da representação) que possui uma força revolucionária.
• Não utilizem o pensamento para dar a uma prática política um valor de Verdade; nem a ação política para desacreditar um pensamento, como se ele não passasse de pura especulação. Utilizem a prática política como um intensificador do pensamento, e a análise como multiplicador das formas e dos domínios de intervenção da ação política.
• Não exijam da política que ela restabeleça os “direitos” do indivíduo tal como a filosofia os definiu. O indivíduo é produto do poder. O que é preciso é “desindividualizar” pela multiplicação e o deslocamento, o agenciamento de combinações diferentes. O grupo não deve ser o liame orgânico que une indivíduos hierarquizados, mas um constante gerador de “desindividualização”.
• Não se apaixonem pelo poder. (...)"
Naomi Wolf
A  escritora feminista estadunidense Naomi Wolf descreve o fascismo em sociedades ocidentais inicialmente democráticas:
1. Invocar um terrível inimigo interno e externo
2. Crie um gulag
3. Desenvolver uma casta de bandidos
4. Criar um sistema de vigilância interna
5. Acossar grupos de cidadãos
6. Envolver-se em detenção e liberação arbitrárias
7. Criar bodes expiatórios
8. Controlar imprensa
9. Fazer equivalência entre dissidência e traição
10. Colocar as garantias legais em suspenso

Serrano Ferreira
Segundo Carlos Serrano Ferreira, "uma definição que sintetizaria o debate é que o fascismo é o regime dos setores mais reacionários da burguesia, que se utiliza de métodos de guerra civil para destruir a democracia operária e os organismos da classe trabalhadora". Ele distingue, seguindo as análises de vários autores, como Theotonio dos Santos e Manuel Villaverde Cabral, entre fascismo-enquanto-movimento do fascismo-enquanto-regime, sendo o primeiro "essencialmente um movimento pequeno-burguês, das classes médias, e o segundo é um regime burguês, do grande capital, em particular o financeiro". Segundo ele, o fascismo é sempre irracionalista, pois enquanto movimento é incapaz de gerar um programa coerente, misturando elementos contraditórios do programa burguês e proletário, e enquanto regime é necessariamente violento, e por isso, "rejeita os valores racionalistas, iluministas e humanistas, que foram característicos do capitalismo em ascensão e dos períodos de crescimento". Por isso, o fascismo não tem uma forma definida, mas " assume a forma e se apropria de partes das tendências de uma sociedade em uma dada época, inclusive o ódio a setores que já são tendencialmente oprimidos em cada momento". O único elemento comum a todos os fascismos é seu anticomunismo, antiesquerdismo e antidemocracia operária.
Além disso, ele aponta que algumas características consideradas obrigatórias no fascismo tem que ver com particularidades históricas do fascismo entreguerras, não com a natureza em si do fascismo, como o elemento "mobilização": "Em países em que a política de massas era ou é presente, o fascismo enquanto movimento assume formas mobilizadores, como emulação. Em países onde isto não ocorre, esta característica é menor, como no caso do fascismo português ou do fascismo espanhol (este por sua origem e suporte militar), em que pode se valer simplesmente do apoio de massa silencioso, em sociedades aonde a política não é ativa publicamente". Segundo ele, "a burguesia não adota o fascismo como meio principal. Porém, não há lugar aonde o fascismo tenha chegado ao poder sem que para isto contasse com o apoio econômico dos pesos-pesados do grande capital e sem a colaboração dos partidos burgueses – fossem conservadores ou liberais. Na verdade, a forma normal, convencional, de passagem para o fascismo, foi a conversão interna do regime, a partir de um processo de aprofundamento do Estado de Exceção, que leva em certo momento a um salto qualitativo para o fascismo". Por fim, ele chama a atenção que "o liberalismo e o fascismo não são antagônicos. Pelo contrário, o fascismo é a continuação do liberalismo por outros meios, parafraseando Carl von Clausewitz, que afirmava que 'a guerra é a continuação da política por outros meios'". Isto por o neoliberalismo objetivar destruir os organismos de democracia operária por meios econômicos, como a geração de desemprego de massas e estrutural, e incutindo uma concepção ideológica ultra-individualista, que ajuda a desconstruir a solidariedade de classe. O fascismo é a destruição dos organismos de democracia operária recorrendo à instrumentos de guerra civil, e por isso, só por isso, destrói com os organismos da democracia liberal-burguesa, pois menos avançados e por isso levados juntos nessa campanha destrutiva. O fascismo se aproveita da dessolidarização promovida pelo individualismo liberal para converter este indivíduo em membro da massa sob liderança do líder fascista.
Robert Paxton
São estes os 5 aspectos do fascismo segundo Robert Paxton:
1. Ataque aberto à democracia
2. Apelo a um homem forte
3. Desprezo pela fraqueza humana
4. Obsessão com a hiper-masculinidade
5. Militarismo agressivo
6. Apelo à grandeza nacional
7. Desdém pelo feminino
8. Investimento na linguagem da cultura declinante
9. Desprezo dos direitos humanos
10. Supressão da dissensão
11. Propensão à violência
12. Desprezo pelos intelectuais
13. Ódio à razão
14. Fantasias de superioridade racial
15. Políticas eliminacionistas voltadas para a "limpeza social"

Ainda segundo ele:
O fascismo é um sistema de autoridade política e ordem social destinado a reforçar a unidade, energia e pureza das comunidades nas quais a democracia liberal é acusada de produzir divisão e declínio.
Uma forma de comportamento político marcado pela preocupação obsessiva com o declínio da comunidade, humilhação ou vitimização e cultos compensatórios de unidade, energia e pureza, em que um partido de massa de militantes nacionalistas comprometidos, trabalhando em colaboração incômoda mas eficaz com as elites tradicionais, abandona liberdades democráticas e persegue com violência redentora e sem restrições éticas ou legais, metas de limpeza interna e expansão externa.
Wilhelm Reich
Segundo Wilhelm Reich, o fascismo se calca no:
1. moralismo
2. medo da liberdade e irracionalismo
3. xenofobia
4. racismo
5. clamor por ordem.

Lawrence Britt
São estes 14 aspectos que gestaram uma influência mais ampla do fascismo italiano no mundo:
1. Uso amplo do discurso nacionalista
2. Desprezo pelos direitos humanos
3. Uso de bodes expiatórios como causas únicas de problemas
4. Supremacia do militarismo
5. Sexismo exacerbado
6. Mídia de massa controlada
7. Obsessão com a segurança nacional
8. Ligação entre Estado e religião
9. Propriedades privadas das grandes empresas protegidas
10. Associação de trabalhadores suprimida
11. Supressão da intelectualidade e das artes[82][ligação inativa]
12. Obsessão por crime e castigo
13. Corrupção exacerbada
14. Eleições fraudulentas

Jason Stanley
Segundo Jason Stanley, o fascismo se alicerça no :
1. culto ao passado e no uso massivo de propaganda
2. controle da mídia
3. hierarquia e o apelo à autoridade
4. forte apelo para uma falta de contato com a realidade
5. apelo a lei e a ordem e o discurso de valorização da exploração do trabalho de seus adversários
6. valorização da hierarquia e o apelo à autoridade
7. o vitimismo
8. discurso de decadência social moral o vitimismo
9. a ansiedade sexual
10. discurso de decadência social moral
11. ódio a racionalidade.

Henry Giroux
O Henry Giroux acrescenta também a isso o fato de que o fascismo se caracteriza como:
1. negação da realidade
2. linguagem violenta
3. normalização da ignorância e da grosseria
4. o culto a performance do político mais do que os fatos
5. uso de hipérboles.

Georgi Dimitrov
Segundo Georgi Dimitrov, o fascismo é "a ditadura abertamente terrorista dos elementos mais reacionários, mais chauvinistas e mais imperialistas do capital financeiro".
O fascismo não é uma forma de poder estatal acima de ambas as classes - o proletariado e a burguesia
Otto Bauer
Segundo Otto Bauer:

O fascismo não é a revolta da pequena burguesia que conquistou o maquinário dos monopólios do Estado.
H. N. Brailsford
Segundo o jornalista socialista britânico Henry Brailsford [en]:

Não, o fascismo não é um poder acima da classe, nem governo da pequena burguesia ou do lumpemproletariado sobre o capital financeiro. O fascismo é o poder do próprio capital financeiro. vingança terrorista contra a classe trabalhadora e a seção revolucionária do campesinato e da intelligentsia Na política externa, o fascismo é o jingoísmo em sua forma mais brutal, fomentando o ódio bestial de outras nações ... O desenvolvimento do fascismo e a própria ditadura fascista assumem diferentes formas em diferentes países, de acordo com as condições históricas, sociais e econômicas e com as peculiaridades nacionais e com a posição internacional do país em questão.
Leon Trotsky
No fascículo publicado em 1944, Fascismo: o que é e como combatê-lo, o líder da oposição comunista Leon Trotsky observou:

A função histórica do fascismo é esmagar a classe trabalhadora, destruir suas organizações e sufocar as liberdades políticas quando os capitalistas encontrarem-se incapazes de governar e dominar com a ajuda da maquinaria democrática.
Amadeo Bordiga
O fundador do Partido Comunista Italiano, Amadeo Bordiga, argumentou que o fascismo é apenas outra forma de governo burguês, no mesmo nível da democracia burguesa ou da monarquia tradicional, e que não é particularmente reacionário ou excepcional.
John Weiss
John Weiss, professor de história da Wayne State University, descreveu as idéias fascistas em seu livro de 1967, A Tradição Fascista: Extremismo Radical de Direita na Europa Moderna: concepções organicistas de comunidade, idealismo filosófico, idealização de (geralmente camponês ou aldeia) virtudes "viris", ressentimento da democracia em massa, concepções elitistas de liderança política e social, racismo (e geralmente anti-semitismo), militarismo e imperialismo.
Enciclopédia do Marxismo
A Enciclopédia do Marxismo define o fascismo como "de direita, ferozmente nacionalista, subjetivista em filosofia e totalitário na prática", e o identifica como "uma forma extremamente reacionária de governo capitalista".
1. Direita: Os fascistas são fervorosamente contra: marxismo, socialismo, anarquismo, comunismo, ambientalismo; etc - em essência, eles são contra a esquerda progressista no total, incluindo esquerdas moderadas (social democratas, etc). O fascismo é uma ideologia de extrema direita, embora possa ser oportunista.
2. Nacionalismo: O fascismo coloca uma ênfase muito forte no patriotismo e nacionalismo. A crítica dos principais ideais da nação, especialmente a guerra, é criticada, na melhor das hipóteses, como antipatriótica e, na pior, traição. A propaganda do Estado transmite constantemente ameaças de ataque, enquanto justifica a guerra preventiva. O fascismo invariavelmente procura incutir em seu povo a mentalidade guerreira: estar sempre vigilante, cauteloso com estranhos e desconfiado de estrangeiros.
3. Hierarquia: A sociedade fascista é governada por um líder "justo", que é apoiado por uma elite secreta de vanguarda dos capitalistas. A hierarquia prevalece em todos os aspectos da sociedade - todas as ruas, todos os locais de trabalho, todas as escolas, terão seu Hitler local, parte informante da polícia, parte burocrata - e a sociedade está preparada para a guerra em todos os momentos. O poder absoluto da hierarquia social prevalece sobre tudo, e assim uma sociedade totalitária é formada. O governo representativo só é aceitável se puder ser controlado e regulado, a democracia direta (por exemplo, o comunismo) é o maior de todos os crimes. Qualquer um que se oponha à hierarquia social do fascismo será aprisionado ou executado.
4. Anti-igualdade: O fascismo detesta os princípios da igualdade económica e desdenha a igualdade entre imigrantes e cidadãos. Algumas formas de fascismo estendem a luta contra a igualdade em outras áreas: gênero, sexualidade, minorias ou direitos religiosos, por exemplo.
5. Religião: O fascismo contém uma grande quantidade de crenças religiosas reacionárias, remontando aos tempos em que se acreditava que a religião era "rígida, potente e pura". Quase todas as sociedades fascistas são cristãs e são apoiadas por igrejas católicas e protestantes.
6. Capitalista: o fascismo não exige que a revolução exista na sociedade capitalista: os fascistas podem ser eleitos para o cargo (embora o desdém deles pelas eleições geralmente signifique manipulação do sistema eleitoral). Eles consideram os sistemas parlamentar e parlamentar de governo ineficientes e fracos e farão o possível para minimizar seu poder sobre sua agenda política. O fascismo exibe o pior tipo de capitalismo em que o poder corporativo é absoluto e todos os vestígios dos direitos dos trabalhadores são destruídos.
7. Guerra: O fascismo é o capitalismo no estágio do imperialismo impotente. A guerra pode criar mercados que de outro modo não existiriam, causando devastação maciça em uma sociedade, que então requer reconstrução! O fascismo pode, assim, "libertar" os sobreviventes, conceder enormes empréstimos a essa sociedade para que as corporações fascistas possam iniciar o processo de reconstrução.
8. Ideologia Voluntarista: O fascismo adota um certo tipo de “voluntarismo”, eles acreditam que um ato de vontade, se suficientemente poderoso, pode tornar algo verdadeiro. Assim, todos os tipos de idéias sobre a inferioridade racial, o destino histórico, até mesmo a ciência física, são apoiadas por meio da violência, na crença de que elas podem se tornar verdadeiras. É esse sentimento que o fascismo é subjetivista.
9. Anti-modernismo: O fascismo detesta todos os tipos de modernismo, especialmente a criatividade nas artes, seja atuando como um espelho da vida (onde não se conforma com o ideal fascista), seja expressando pontos de vista desviantes ou inovadores. O fascismo invariavelmente queima livros e vitimiza artistas; os artistas que não promovem os ideais fascistas são vistos como “decadentes”. O fascismo é hostil à ampla aprendizagem e interesse em outras culturas, uma vez que tais buscas ameaçam o domínio dos mitos fascistas. O comércio de teorias da conspiração é geralmente substituído pelo estudo objetivo da história.

Gilberto Felisberto Vasconcellos
Para o sociólogo brasileiro Gilberto Felisberto Vasconcellos, o fascismo é "um meio específico de organizar e mobilizar a pequena burguesia para fazer o jogo do capital financeiro".
Franklin Roosevelt
O estadista americano Franklin D. Roosevelt, que liderou os EUA na guerra contra as potências fascistas do Eixo, escreveu sobre o fascismo:
A primeira verdade é que a liberdade de uma democracia não é segura se o povo tolerar o crescimento do poder privado a ponto de se tornar mais forte do que o próprio estado democrático. Isso, em sua essência, é o fascismo - a posse do governo por um indivíduo, por um grupo ou por qualquer outro poder privado controlador.
George Orwell
Alguns argumentaram que os termos fascismo e fascismo se tornaram irremediavelmente vagos desde o período da Segunda Guerra Mundial, e que hoje é pouco mais do que uma pejorativa usada por defensores de várias visões políticas para insultar seus oponentes. A palavra fascista é às vezes usada para denegrir pessoas, instituições ou grupos que não se descrevem como ideologicamente fascistas e que podem não se enquadrar na definição formal da palavra. Como um epíteto político, o fascista tem sido usado em um sentido antiautoritário para enfatizar a ideologia comum da supressão governamental da liberdade individual. Nesse sentido, a palavra fascista pretende significar opressiva, intolerante, chauvinista, genocida, ditatorial, racista ou agressiva. George Orwell escreveu em 1944:
... a palavra "fascismo" é quase totalmente sem sentido. Na conversa, é claro, ela é usada ainda mais descontroladamente do que na impressão. Ouvi dizer que se aplicava a agricultores, lojistas, crédito social, castigos corporais, caça à raposa, lutas de touros, Comitê de 1922, Comitê de 1941, Kipling, Gandhi, Chiang Kai-Shek, homossexualidade, transmissões de Priestley, Albergues da Juventude, astrologia , mulheres, cachorros e eu não sei o que mais ... Exceto pelo número relativamente pequeno de simpatizantes fascistas, quase todo inglês aceitava 'valentão' como sinônimo de 'fascista'. Isso é quase tão perto de uma definição quanto esta palavra muito abusada veio.
O fascismo, de qualquer modo, a versão alemã, é uma forma de capitalismo que empresta ao socialismo exatamente características que o tornarão eficiente para fins de guerra ... É um sistema planejado voltado para um propósito definido, conquista do mundo e não permitindo qualquer interesse privado, seja de capitalista ou trabalhador, para se colocar no seu caminho.
.. Não é fácil, por exemplo, enquadrar a Alemanha e o Japão na mesma estrutura, e é ainda mais difícil com alguns dos pequenos estados que são descritíveis como fascistas. Costuma-se supor, por exemplo, que o fascismo é inerentemente guerreiro, que prospera em uma atmosfera de histeria de guerra e só pode resolver seus problemas econômicos por meio de preparação de guerra ou conquistas estrangeiras. Mas claramente isto não é verdade, digamos, em Portugal ou nas várias ditaduras sul-americanas. Ou, novamente, o antissemitismo deve ser uma das marcas distintivas do fascismo; mas alguns movimentos fascistas não são antissemitas. Controvérsias aprendidas, reverberando por anos a fio em revistas americanas, nem sequer foram capazes de determinar se o fascismo é ou não uma forma de capitalismo. Mas ainda assim, quando aplicamos o termo "fascismo" à Alemanha ou ao Japão ou à Itália de Mussolini, sabemos amplamente o que queremos dizer."

## Relação com outras ideologias
Inicialmente o liberalismo clássico norte-americano diverge do fascismo ao se pronunciar contra o uso político de guerras, e o poder dos bancos e o desarmamento em relação a população civil. Já a doutrina nacionalista prevê nos Estados Unidos, China e demais países asiáticos  um privilégio da aliança       antifascista, seja no discurso contra o corporativismo  seja na aliança com outros setores políticos.